# Варсонофий (Виниченко)
Архиепископ Варсоно́фий (в миру Влади́мир Семёнович Винниче́нко, укр. Володимир Семенович Вініченко; род. 19 марта 1961, Сталино) — архиепископ Русской Православной Церкви, архиепископ Кокшетауский и Акмолинский.
Тезоименитство — 1 апреля (преподобного Варсонофия Оптинского).

## Биография
Родился 19 марта 1961 года в городе Сталино в семье рабочего.
В 1976 году окончил 8 классов средней школы № 110 в родном городе. В 1981 году с отличием окончил Донецкий техникум промышленной автоматики и по распределению был направлен на работу в город Ростов-на-Дону.
В 1981 году, по производственной необходимости, переехал в город Майкоп Адыгейской автономной области. Работал начальником строительно-монтажного участка на стройках области.
В 1993 году окончил Московский технический университет.
21 июля 1994 года принят на должность эконома Майкопской епархии.
7 января 1995 года был рукоположен в сан диакона архиепископом Майкопским Александром (Тимофеевым) и зачислен в клир Майкопского Троицкого кафедрального собора.
19 января 1995 года был рукоположен в сан священника тем же владыкой.
6 декабря 1995 года был зачислен в клир Донецкой епархии и направлен на пастырское служение в храм преподобного Сергия Радонежского при строящемся Преображенском кафедральном соборе города Донецка.
21 августа 1996 года наместником Успенского Святогорского монастыря архимандритом Арсением (Яковенко) был пострижен в монашество с именем Варсонофий в честь преподобного Варсонофия Оптинского.
С 1997 года нёс пастырское послушание в монастыре в честь Касперовской иконы Божией Матери посёлка Грузско-Ломовка Донецкой области.
С 31 августа 1998 года — настоятель Тихоновского храма города Новодонецка Донецкой области и благочинный Новодонецкого округа Горловской епархии.
15 ноября 1998 года был возведён в сан игумена управляющим Горловской епархией архиепископом Донецким Иларионом.
С 2000 года — настоятель храма преподобного Агапита Печерского города Донецка.
С 2002 года — духовник Донецкого Иверского женского монастыря.
С 2003 года — духовник Донецкого благочиния города Донецка.
15 апреля 2004 года митрополитом Донецким Иларионом был возведён в сан архимандрита.
В 2007 году окончил курс Московской духовной семинарии.
С 2008 года — преподаватель истории Русской Православной Церкви и Основного богословия в Донецком национальном университете.
С 2009 года — духовник Троицкого округа города Донецка.
7 февраля 2013 года был избран духовником Донецкой епархии.
15 марта 2013 года решением Священного Синода Украинской православной церкви был избран епископом Новоазовским, викарием Донецкой епархии.
29 марта того же года в Всехсвятском храме Свято-Пантелеимоновского женского монастыря в Феофании Митрополит Киевский и всея Украины Владимир возглавил чин наречения архимандрита Варсонофия (Виниченко) во епископа Новоазовского, викария Донецкой епархии.
30 марта того же года в соборном храме Пантелеимонова монастыря в Феофании хиротонисан во епископа Новоазовского, викария Донецкой епархии. Хиротонию совершили: митрополит Киевский и всея Украины Владимир (Сабодан), митрополиты Донецкий и Мариупольский Иларион (Шукало), архиепископ Бориспольский Антоний (Паканич), архиепископ Вышгородский и Чернобыльский Павел (Лебедь), архиепископ Запорожский и Мелитопольский Лука (Коваленко), архиепископ Святогорский Арсений (Яковенко), архиепископ Яготинский Серафим (Демьянов), архиепископ Переяслав-Хмельницкий и Вишневский Александр (Драбинко), архиепископ Изюмский и Купянский Елисей (Иванов), епископ Горловский и Славянский Митрофан (Никитин), епископ Макеевский Варнава (Филатов), епископ Львовский и Галицкий Филарет (Кучеров).
С 2018 года — благочинный Троицкого округа города Донецка.
17 августа 2022 года на главной площади Успенской Киево-Печерской Лавры митрополитом Онуфрием (Березовским) возведён в сан архиепископа.
20 марта 2025 года решением Священного Синода переведён в Митрополичий округ в Республике Казахстан и выбран правящим архиепископом Кокшетауским и Акмолинским.